# Masacre de El Nilo
La Masacre de El Nilo o Masacre de Caloto fue un ataque perpetrado contra indígenas de etnia Nasa en el municipio de Caloto, departamento del Cauca el 16 de diciembre de 1991 por miembros de la Policía Nacional de Colombia y civiles armados. Fueron masacrados 21 indígenas. Tras el incumplimiento de los acuerdos de reparación de víctimas por parte del gobierno colombiano, los indígenas organizan ocupaciones pacíficas a las fincas del norte del Cauca, al menos diez veces han realizado tomas pacíficas a la hacienda La Emperatriz, en Caloto, y siempre han terminado en enfrentamientos con la fuerza pública. El balance es de cien heridos, tres muertos y doce indígenas presos.

## Masacre
Una semana antes de la masacre, el 7 de diciembre de 1991, miembros de la comunidad indígena Páez (Nasa) denunciaron las amenazas de las cuales eran objeto y solicitaron la protección de las autoridades. Los indígenas se negaban a llegar a un acuerdo y fueron amenazados, según sus testimonios, por el supuesto representante de la sociedad compradora quien, al parecer, iba con un grupo de individuos armados. Los indígenas decidieron denunciar el hecho con el alcalde y la Personera de Caloto, en una reunión que hicieron en la Vereda El Carrizal. En dicha reunión también estuvo el Gerente Regional del INCORA y al Secretario de Gobierno Municipal.
La Comunidad Indígena del Resguardo de Huellas informó al gobernador del departamento del Cauca a tiempo de las amenazas que se habían presentado contra la comunidad, sin embargo no tomó ninguna medida para protegerlos.

### Víctimas
En el ataque resultaron muertos los indígenas: Darío Coicué Fernández, Ofelia Tombé Vitonas, Carolina Tombé Ñusque, Adán Mestizo Rivera, Edgar Mestizo Rivera, Eleuterio Dicue Calambas, Mario Julicue Ul (o Mario Julico), Tiberio Dicué Corpus, María Jesús Guetia Pito (o María Jesusa Güeitía), Floresmiro Dicué Mestizo, Mariana Mestizo Corpus, Nicolás Consa Hilamo (o Nicolás Conda), Otoniel Mestizo Dagua (u Otoniel Mestizo Corpus), Feliciano Otela Ocampo (o Feliciano Otela Campo), Calixto Chilgüezo Toconas (o Calixto Chilgüeso), Julio Dagua Quiguanas, José Jairo Secué Canas, Jesús Albeiro Pilcué Pete, Daniel Gugu Pete (o Daniel Pete) y Domingo Cáliz Soscué (o Domingo Cálix Sescué). El único sobreviviente fue Jairo Llamo Ascué quien resultó herido.

## Condenas
Un juzgado de instrucción de Orden Público de Cali inició la investigación en diciembre de 1991 y vinculó a ella al Mayor de la Policía Nacional de Colombia, Jorge Enrique Durán Argüelles, entonces comandante del Distrito de Policía de Santander de Quilichao y al Capitán Fabio Alejandro Castañeda Mateus, Jefe Antinarcóticos de Santander de Quilichao. El 7 de abril de 1992 el Juez de Instrucción de Orden Público de Cali se abstuvo de proferir medida de aseguramiento contra los oficiales, pero el representante de la Procuraduría apeló la decisión, y fue confirmada en segunda instancia. El 28 de enero de 1994 se decidió proseguir la investigación contra los oficiales de la Policía Nacional, Mayor Jorge Enrique Durán Argüelles y Capitán Fabio Alejandro Castañeda Mateus, y los civiles Orlando Villa Zapata, Leonardo Peñafiel Correa, Edgar Antonio Arévalo Peláez y Nicolás Quintero Zuluaga. Algunos de los civiles se acogieron a la opción de la sentencia anticipada y fueron condenados por los delitos de homicidio, tentativa de homicidio, incendio y porte ilegal de armas de uso privativo de la fuerza pública.
Un juez regional de Cali condenó, a penas de entre 25 y 27 años de prisión, a Nicolás Quintero Zuluaga, Leonardo Peñafiel Correa y Edgar Antonio Arévalo Peláez por la masacre en la hacienda El Nilo. Los tres individuos aceptaron los cargos y se acogieron a la figura de sentencia anticipada de la pena.
El 4 de septiembre de 1996 el Fiscal de conocimiento adscrito a la Unidad de Derechos Humanos acusó a los oficiales Jorge Enrique Durán Argüelles y Fabio Alejandro Castañeda Mateus de homicidio múltiple en "concurso real homogéneo heterogéneo" y como coautores responsables de los ilícitos de tentativa de homicidio, porte ilegal de armas de uso privativo de la fuerza pública y daño en bien ajeno. Dicha decisión fue apelada y confirmada en segunda instancia.

## Incumplimientos de acuerdos
El 16 de diciembre de 1992 la Comisión Interamericana de Derechos Humanos (CIDH) recibió una petición del Colectivo de Abogados "José Alvear Restrepo" en contra el Estado Colombiano por la ejecución extrajudicial de los 20 indígenas en la Hacienda El Nilo. El Estado admitió su responsabilidad y el 7 de septiembre de 1995 comenzó un proceso de solución amistosa que fue ratificada el 1 de septiembre de 1995 en un acuerdo adicionado en la María de Piendamó, entre el entonces Ministerio del Interior Horacio Serpa y el Consejo Regional Indígena del Cauca (Cric). Los acuerdos fueron reiterados entre el Gobierno colombiano y los indígenas del departamento del Cauca.
En septiembre de 1999, la Comisión Interamericana de Derechos Humanos concluyó que el Estado no había cumplido en la totalidad de sus obligaciones, como garantizar derechos escritos en los acuerdos o prevenir violaciones de estos y recomendó adoptar las medidas necesarias para cumplir con los compromisos adquiridos con la reparación social de los indígenas.
Los gobernadores indígenas de los 17 resguardos del Norte del Cauca, en una reunión el 16 y 21 de marzo de 2006, establecieron que de las 9.047.600 hectáreas entregadas a esa fecha, sólo 3.619.040, es decir el 40%, eran tierras productivas.
En marzo de 2008, el Ministerio del Interior y de Justicia reconoció que el gobierno había comprado 11.382.271 hectáreas de las 15.663.000 acordadas en los Acuerdos de 1991. Pero según los indígenas Nasa, la mayoría de las tierras se encuentran en áreas de conservación y protección forestal. La región también cubre tierras relieve rugoso, sitios sagrados para la cultura Nasa y áreas infertiles.

## Petición del Juez Garzón
El juez español Baltasar Garzón exigió al gobierno colombiano que cumpla con los compromisos adquiridos en 1991 con los indígenas Nasa del norte del Cauca y la Corte Interamericana de Derechos Humanos (CIDH), como responsables de la masacre de El Nilo. Garzón es uno de los veedores del cumplimiento del acuerdo firmado por el gobierno nacional, cuando era presidente Ernesto Samper y que estipulaba la entrega de tierras y reivindicaciones sociales para la Comunidad Nasa. 